# Tacotron 2
Tacotron 2 est une technologie de voix artificielle développée par Google en 2017.

## Technologie
La technologie de Tacotron 2 repose sur la superposition de deux réseaux neuronaux : un qui « divise le texte en séquences, et transforme chacune d’elles en spectrogramme » et un autre qui génère des fichiers sonores.